# Epigrus truncatus
Epigrus truncatus is een slakkensoort uit de familie van de Epigridae. De wetenschappelijke naam van de soort is voor het eerst geldig gepubliceerd in 1956 door Laseron.